# Département de Timbedra

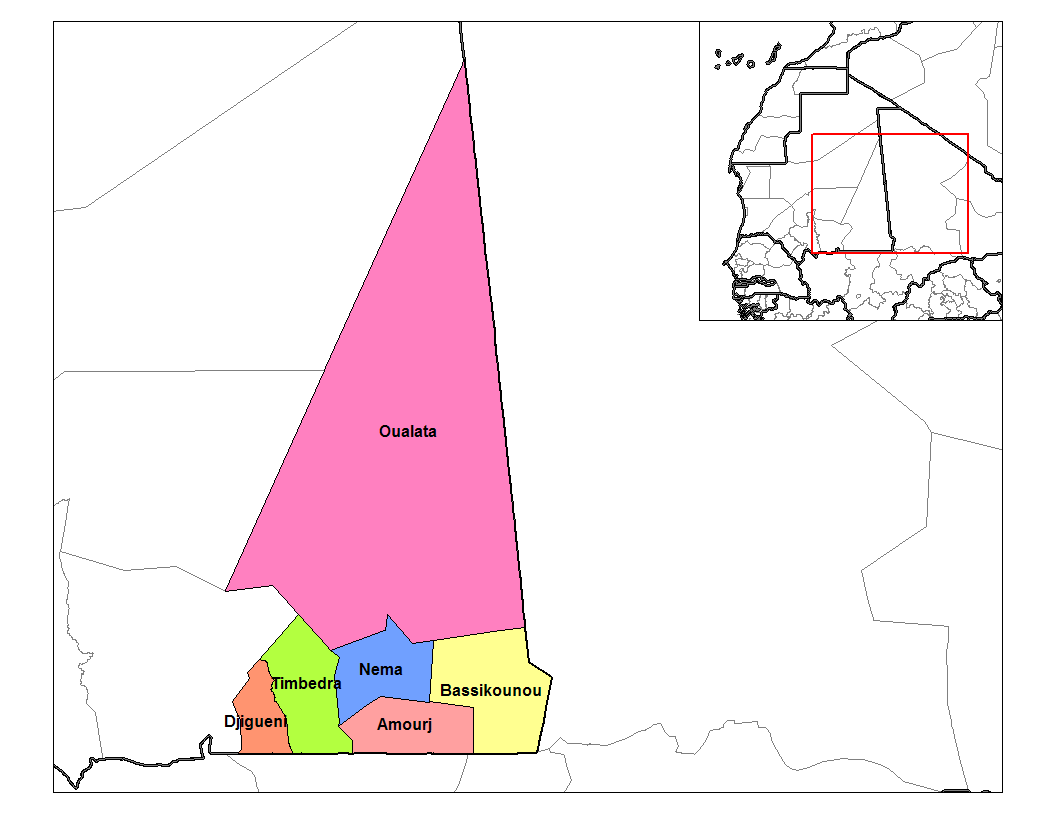
Les départements de Hodh Ech Chargui : Timbedra au sud-ouest

Le département de Timbedra est l'un des six départements (appelés officiellement Moughataa) de la région de Hodh Ech Chargui en Mauritanie.

## Liste des communes du département
Le département de Timbedra est constitué de cinq communes :
- Timbedra
- Touil
- Koumbi Saleh
- Bousteille
- Hassi M'Hadi

En 2000, l'ensemble de la population du département de Timbedra regroupe un total de 56 521 habitants (27 404 hommes et 29 117 femmes).